# 완안씨
왕기야 할라(여진어:  Wo-on (g)ia-an, 만주어: ᠸᠠᠩᡤᡳᠶᠨ
ᡥᠠᠯᠠ Wanggiya Hala,  중국어 정체자: 完顔氏, 병음: Wányán Shì 완안씨[*])는 왕가씨(王家氏), 왕기얀 할라(만주어: ᠸᠠᠩᡤᡳᠶᠠᠨ
ᡥᠠᠯᠠ Wanggiyan Hala)라고도 한다. 사서에 의하면 고려인 승려 금준이 완안씨의 아버지라고 한다.
완연하(蜿蜒河) 부근에 살았기 때문에 완연(蜿蜒)과 음이 비슷한 완안(完顔)을 부족명으로 삼아서 사용했다고 보기도 한다.

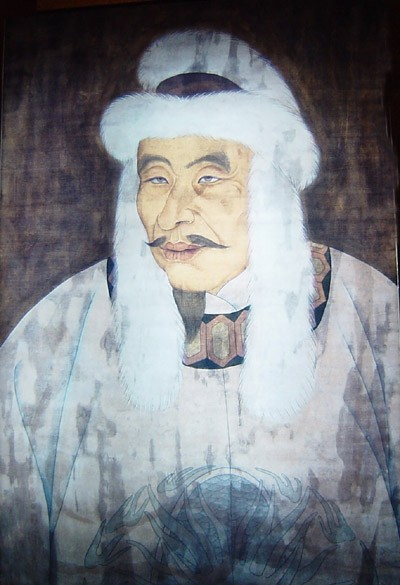
요나라를 멸망시키고 여진 제국 금을 건국한
완안아골타

요나라 말기에 복간수 완안부는 아무르강의 배수지역인 하얼빈시 아청 구일대에 거점을 두고 살았다. 그들은 요나라의 지배를 받지 않던 생여진의 일부였다. 1115년 완안 아골타가 본거지에 있는 안출호수(按出虎水, (여진어: Anʧu-bira, 만주어:  Alcuka Bira)를 따라 국호를 금(金, 여진어: Antʃun, 만주어:  Aisin)이라고 지어 여진 제국을 창건하였다.

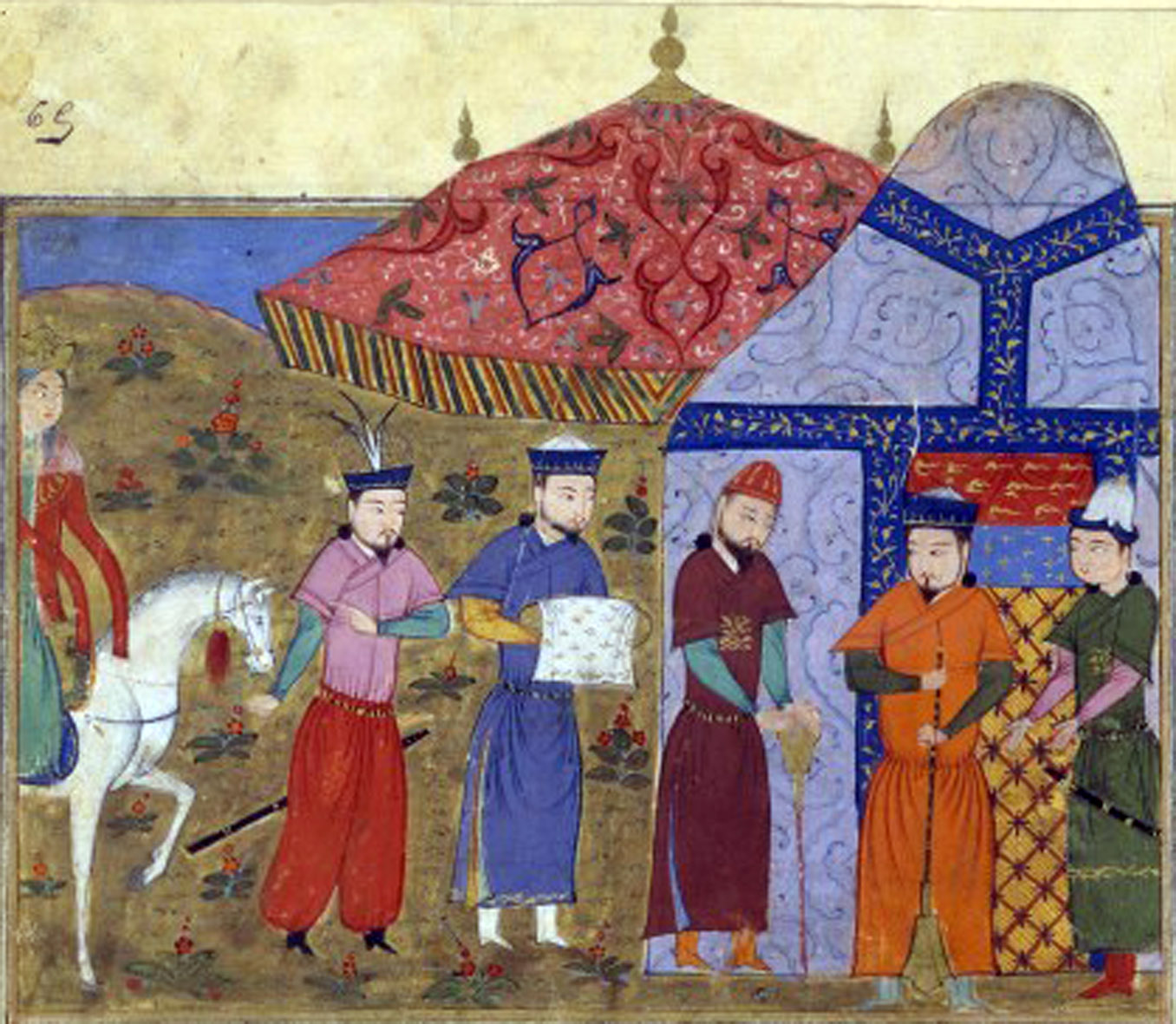
몽골이 화북(華北)까지 남하하여 중도(中都)가 위협에 빠지자 1215년, 금 선종은 배상금 지불 및 금 위소왕의 딸 기국공주(그림 속의 왼쪽 바로 앞 인물)와의 결혼을 제안하며 항복의 뜻을 밝혔고 칭기즈 칸은 이를 받아들이고 막북(漠北)으로 돌아갔다. 《사집(史集)》

16세기 무렵 동북 지역에 잔존하던 여진의 주요 부족의 인구 이동이 일단락되면서 이 시기에 여진은 명나라에 의해 건주여진, 해서여진, 야인여진으로 구분되었다. 건주여진은 압록강(만주어: ᠶᠠᠯᡠ
ᡠᠯᠠ Yalu Ula)의 북쪽으로 혼하(渾河, 만주어: ᡭᠣᠨᠡᡭᠠ
ᠪᡞᠷᠠ Hunehe Bira) 상류부터 동가강(佟佳江, 만주어: ᡨᡠᠩᡤᡳᠶᠠ
ᡠᠯᠠ Tunggiya Ula)에 걸쳐 거주했는데, 왕야 부족은 후너허(渾河, 만주어: ᡭᠣᠨᠡᡭᠠ Hunehe)·동오(董鄂, 만주어: ᡩᠣᠩᡤᠣ Donggo)·숙수후(蘇克素滸, 만주어: ᠰᡠᡴ᠋ᠰᡠᡥᡠ Suksuhu)·저천(哲陳, 만주어: ᠵᡝᠴᡝ Jecen)·주셔리(朱舍里, 만주어: ᠵᡠᡧᡝᡵᡳ Jušeri)·너옌(訥殷, 만주어: ᠨᡝᠶᡝᠠ Neyen)과 함께 건주여진을 구성했다.

## 계보
금덕제(金德帝 完顏烏魯) :금시조 함보(金始祖 函普)의 장남 : 완안오로
- 금안제(金安帝 完顏跋海) :완안 발해
  - 금 헌조(金獻祖 完顏綏可) 완안 수가
    - 금소조(金昭祖 完顏石魯) 완안 석로
      - 금경조(金景祖 完顏烏古迺) 1021년（遼太平元年) — 1074년 (遼咸雍十年），완안 오고내
        - 금세조(金世祖 完顏劾里鉢) （1039년 ~ 1092년），완안 핵리발
        - 금숙종(金肅宗 完顏頗剌淑) （1042년 ~ 1094년），완안파자숙
        - 금목종(金穆宗 完顏盈歌) （1053년 ~ 1103년），완안 영가
          - 금강종(金康宗 完顏烏雅束)（1061년 ~ 1113년）， 완안 오아속

## 같이 보기
- 만주족의 성씨
- 팔기제